# عائشة الدبس
عائشة الدبس ناشطة مجتمع مدني سورية ورئيسة مكتب شؤون المرأة في إدارة الشؤون السياسية في الحكومة السورية الانتقالية . أصبحت أول امرأة تتولى منصبًا رسميًا في الإدارة السورية الجديدة التي تشكلت بعد سقوط نظام الأسد .

## الحياة المهنية
عملت عائشة الدبس في إدارة مخيمات اللاجئين السوريين في تركيا. أعلنت إدارة الشؤون السياسية برئاسة أحمد الشرع عن تعيينها في مكتب شؤون المرأة الذي أنشئ حديثاً، وذلك في إطار جهود أوسع نطاقاً لإشراك المرأة السورية في القيادة السياسية والاجتماعية خلال مرحلة إعادة البناء الوطني.
وأشارت إدارة الشؤون السياسية إلى تركيز المكتب على القضايا القانونية والاجتماعية والثقافية والسياسية التي تهم المرأة السورية.

### عملها في حقوق المرأة
وفي أول تصريح عام لها، قالت الدبس إن الإدارة الجديدة ملتزمة بتمكين المرأة في جميع مجالات الحياة السياسية والثقافية والاجتماعية. ووصفت إنشاء مكتب شؤون المرأة وقيادتها بأنه خطوة مهمة نحو صياغة مستقبل أكثر شمولاً للمرأة السورية.

### دعم المعتقلين السابقين
ومن أهم مبادرات الدبس دعم النساء المفرج عنهن من الاعتقال بعد انهيار نظام بشار الأسد . ودعت هؤلاء النساء إلى الإبلاغ عن حالاتهن إلى مكتب شؤون المرأة للحصول على توثيق شامل ومساعدة، بما في ذلك الدعم النفسي والقانوني والصحي.
واعترفت الدبس بوجود تحديات مثل فقدان السجلات أثناء عمليات فتح السجون الفوضوية، مما أدى إلى تعقيد الجهود الرامية إلى تعقب المعتقلين السابقين ومساعدتهم. ووعدت بمواصلة الجهود لمعالجة هذه القضايا وضمان العدالة للنساء المتضررات.

## تصريحات مثيرة للجدل
وواجهت الدبس انتقادات واسعة عقب تصريحات أدلت بها خلال مقابلة مع قناة TRT عربي التركية في 28 ديسمبر/كانون الأول 2024. وقد أثارت تصريحاتها موجة من الاستنكار العام، بما في ذلك دعوات لإقالتها.
ووصفت تصريحاتها بالمتناقضة، وخاصة رفضها للعلمانية والحكم المدني، إلى جانب إصرارها على أن الشريعة الإسلامية هي الموجه الوحيد لسوريا. وزعم المنتقدون أن مثل هذا الموقف يتعارض مع التنوع الديني والأيديولوجي في سوريا .
وكانت إحدى القضايا المحورية هي دعوتها إلى الحصول على الدعم الدولي لإنشاء "نموذج سوري" يرتكز على الشريعة الإسلامية، وهو ما أشار المنتقدون إلى أنه يتناقض مع المعايير الدولية لحقوق الإنسان. وقد اعتبر هذا الأمر مؤشراً على التحديات الأوسع التي تواجهها هيئة تحرير الشام في الموازنة بين جذورها الإيديولوجية وسعيها للحصول على الشرعية الدولية في أعقاب سقوط نظام الأسد .
وانتقدت الدبس أيضاً منظمات المجتمع المدني، محملةً إياها مسؤولية ارتفاع معدلات الطلاق في إدلب.
وسلطت هذه التطورات الضوء على أزمة أوسع نطاقا داخل هيئة تحرير الشام ، حيث تكافح المجموعة للتوفيق بين موقفها المتشدد وجهودها الرامية إلى الحصول على الاعتراف الدولي. ويشير المنتقدون إلى أن هذه التناقضات لا تشكل تحديًا لشرعية هيئة تحرير الشام فحسب، بل إنها قد تؤدي أيضًا إلى تهميش المكونات الدينية والعرقية المتنوعة في سوريا.